# Kwitnące różowe drzewo brzoskwiniowe (wspomnienie Mauve’a)
Kwitnące różowe drzewo brzoskwiniowe (wspomnienie Mauve’a) (hol. Bloeiende perzikbomen, Souvenir de Mauve, ang: Pink Peach Tree in Blossom (Reminiscence of Mauve)) – tytuł dwóch obrazów olejnych (nr kat.: F 394, JH 1379), namalowanych przez Vincenta van Gogha w marcu i na przełomie kwietnia i maja 1888 podczas jego pobytu w miejscowości Arles. Wersja druga nosi też nazwę Brzoskwinia w rozkwicie (hol. De roze perzikboom, ang. Peach Tree in Blossom) i ma nr kat.: F 404, JH 1391.

## Historia
Kilka tygodni po przyjeździe do Arles Vincent van Gogh pisał do brata Theo, iż został owładnięty prawdziwą pasją malowania, którą poczuł na widok kolorowo kwitnących drzew w prowansalskich sadach.

Na przykład teraz, w tej chwili, mam pod ręką 6 obrazów z kwitnącymi drzewami owocowymi. – pisał w liście do siostry Willeminy pod koniec marca 1888 – A jeden, który dziś przyniosłem do domu, być może Ci się spodoba – to skopany kawałek ziemi w sadzie, ogrodzenie z wikliny i dwa brzoskwiniowe drzewa w pełnym rozkwicie, różowe, na tle lśniącego, błękitnego nieba z białymi chmurami i w blasku słońca. Możesz go też zobaczyć, ponieważ zdecydowałem się wysłać go do Jet Mauve. Napisałem na nim „Souvenir de Mauve Vincent & Theo”.

Obraz kwitnącej brzoskwini, bezpośrednio inspirowany japońskimi drzeworytami, był jednym z serii płócien z kwitnącymi drzewami, które znalazły się wśród pierwszych projektów Vincenta van Gogha, zrealizowanych po jego przyjeździe do Arles. Powstałe obrazy pomyślane były jako całościowy zestaw dekoracyjny; podobny zamysł przyświecał artyście później, gdy malował on dekoracyjną serię ze słonecznikami.
Ponieważ jego były nauczyciel i ulubiony mistrz Anton Mauve zmarł, Vincent postanowił zadedykować mu swoje najpiękniejsze dzieło. Również w liście do Theo wspomniał, iż dał obrazowi tytuł „Wspomnienie Mauve’a”, podpisał go „Vincent i Theo” i wysłał do wdowy po zmarłym. Na obrazie imienia Theo jednak nie ma. Vincent dodając je chciał zaakcentować wkład brata w całą swoją twórczość, usunął je jednak prawdopodobnie za jego sugestią, iż wyglądałoby ono tu dziwacznie. Ponieważ obraz został wysłany, van Gogh namalował później jego drugą wersję, chcąc w ten sposób uzupełnić swój zestaw; o zamiarze tym napisał w liście do Theo 11 kwietnia 1888.

## Opis
Na niewielkiej działce ogrodzonej płotem z trzciny rosną blisko siebie dwa drzewka brzoskwiniowe, pokryte różowymi kwiatami, usytuowane na tle zimnego, błękitnego nieba z białymi chmurami. Drzewka wypełniają, na podobieństwo eksplozji, całą powierzchnię obrazu, kontrastując z ogrodzeniem i łagodnym kolorem gruntu.
W liście do Theo, napisanym na początku kwietnia 1888, Vincent stwierdził, iż jest to:

Prawdopodobnie najlepszy pejzaż, jaki namalowałem.

## Analiza
Choć van Gogh zadedykował swój obraz Antonowi Mauve, odszedł w nim jednak daleko od założeń swego mistrza, przedstawiciela szkoły haskiej i jego ciemnej, północnej kolorystyki. Artysta przyswoił sobie osiągnięcia impresjonistów, którzy dzielili barwną powierzchnię obrazu na maleńkie punkciki i widzieli światło jako rzeczywisty motyw. Doświadczenia impresjonistów z kolei bazowały na osiągnięciach artystów szkoły z Barbizon, którzy dokumentalne przedstawianie krajobrazu łączyli z subiektywnym wrażeniem światła i koloru w jedną nastrojową całość. Van Gogh adaptując nowe idee malarstwa plenerowego stał pierwszym znaczącym artystą, który zaczął stosować je w Prowansji. Jego własna paleta stała się teraz na wskroś kolorowa – pojawiły się w niej: błękit, oranż, cynober, jasna żółcień, winna czerwień i fiolet. Przesłaniem malowanych przez niego drzew owocowych stało się światło. Przedstawił on drzewo jakby było ono lampą; jego kwiaty – jako żarówki, a pnie i gałęzie – jako podstawę lampy. Dominującym wrażeniem jest jaśniejąca korona drzewa, promieniująca ku niebu, a rzucająca na ziemię cień, pozostałość jej przyziemnej natury. Obrazy zostały namalowane w różnym czasie, zarówno jeśli chodzi o datę, jak i porę dnia. Drzewko z wersji wcześniejszej emituje kolor białawy, to z późniejszej natomiast – bardziej intensywny, różowawy, co można wyjaśnić gęstością jego listowia i kwiatów, uwarunkowanej późniejszą porą kwitnienia. Różnice te można też wyjaśnić różnym położeniem słońca, ale van Gogh zamanifestował tu swoje zainteresowanie niezależnością i autonomią drzewa, którego indywidualność wyraził poprzez jego świetlistą moc. Choć artysta był też zafascynowany sztuką japońską, to uważał, że w tym wypadku ona mu nie wystarczy, ponieważ artyści japońscy, jego zdaniem, nie doceniali zagadnienia światła w swoich obrazach, traktując je jako problem dość drugorzędny, w przeciwieństwie do impresjonistów, którzy wszystko podporządkowywali światłu. Van Gogh zharmonizował ich koncepcje, czyniąc rozróżnienie pomiędzy światłem, które pochodzi z zewnątrz, a światłem właściwym naturze przedmiotów.
Radosny nastrój, widoczny w obrazach kwitnących drzew, które Vincent van Gogh namalował wiosną 1888, odzwierciedla uczucia zadowolenia, satysfakcji i szczęścia, wynikające z poczucia, iż odnalazł się on jako artysta, mający wszystkie niepowodzenia i upadki poza sobą.